# 池上喜重子
池上 喜重子（いけがみ きえこ、1940年5月27日-　）は、日本の教育者。学校経営者。特定非営利活動法人スペシャルオリンピックス日本・北海道理事長。
北海道出身。1961年日本女子経済短期大学卒業。池上公介と結婚。1985年、夫が池上学院学院長に就任すると、副学院長に就く。1998年池上学院内に併設した全日制通信制高校のサポート校である札幌高等学院学院長。2004年札幌高等学院の後継学校・池上学院高等学校を創設。同初代校長。2018年池上学院グローバルアカデミー専門学校2代学校長。2018年10月夫の逝去に伴い、学校法人池上学園2代理事長。2020年3月池上学院高等学校校長退任。2021年9月学校法人池上学園理事長退任。2021年10月同顧問。
この他、日本赤十字社北海道支部副支部長、伊達赤十字看護専門学校兼任講師。浦河赤十字看護専門学校兼任講師。日本国際連合協会北海道本部副本部長、札幌商工会議所女性会特別顧問、一般社団法人日本青少年育成協会理事、一般社団法人北海道健康医療フロンティア理事。
家族として、夫に学校法人池上学園創設者・池上公介。息女に、池上泰代で、池上学院高等学校2代校長・学校法人池上学園3代理事長。

## 参考
1. ↑  スペシャルオリンピックス日本・北海道
2. ↑  以上につき、講師紹介
3. ↑  池上学院グローバルアカデミー専門学校
4. ↑  
 学校法人池上学園役員名簿
5. ↑  池上学院高等学校
6. ↑  理事長交代のお知らせ